# Christian Lenk (Philosoph)
Christian Lenk (* 4. Juni 1971 in Eschwege; † 30. Mai 2022) war ein deutscher Philosoph und Medizinethiker, der sich insbesondere mit Fragen der Forschungsethik, des Neuro-Enhancement und von Gerechtigkeit und Medizin befasst hat. Lenk war von 2008 bis 2009 Fellow der renommierten Leverhulme-Stiftung und leitete das EU-Forschungsprojekt Tiss.EU.

## Lebenslauf
Lenk studierte von 1992 bis 1998 Philosophie, Politikwissenschaft und Ethnologie an der Universität Hamburg. Von 1998 bis 2002 arbeitete er in einigen DFG-Initiativen in Marburg und Münster und promovierte mit einer Arbeit zu Enhancement bei Kurt Bayertz. Von 2002 bis 2004 war Lenk wissenschaftlicher Mitarbeiter in der Abteilung Ethik und Geschichte der Medizin der Georg-August-Universität Göttingen. Dort habilitierte er sich 2008 mit einer Arbeit zur Forschungsethik und erwarb die venia legendi für Medizinethik. Von 2008 bis 2009 war Lenk als Leverhulme-Fellow am Centre for Philosophy, Humanities and Law in Health Care an der Universität Swansea. Er leitete den von der Europäischen Union geförderten Forschungsverbund Tiss.EU und trug mit seiner Arbeit maßgeblich zur Bewertung medizinethischer und -rechtlicher Betrachtungsweisen in der Gewebeforschung bei.
Ab 2011 war Lenk Geschäftsführer der Ethikkommission der Universität Ulm, 2016 wurde er zum apl. Professor an der Universität Ulm ernannt. Lenk verstarb am 30. Mai 2022 plötzlich und unerwartet.

## Buchveröffentlichungen
- Therapie und Enhancement. Ziele und Grenzen der modernen Medizin Münsteraner Bioethische Schriften Bd. 2, 2002
- Health and Quality of Life. Philosophical, Medical, and Cultural Aspects, (Hg. gemeinsam mit A. Gimmler und G. Aumüller) Ethik in der Praxis Bd. 9, Lit Verlag, Münster, 2002
- Evidence-based Practice in Medicine and Health Care. A Discussion of the Ethical Issues. (Hg., zusammen mit R. ter Meulen R und N. Biller-Andorno), Springer, Berlin und Heidelberg 2005
- Ethics and Law of Intellectual Property. Current Problems in Politics, Science and Technology (Hg., zusammen mit N. Hoppe und R. Andorno), Ashgate Publishing, Aldershot, 2007